# Екстрасоларне планете
Екстрасоларне, вансоларне или егзопланете су планете које се налазе ван Сунчевог система, тј. круже око других звезда. Иако је постојање ових планета дуго било у домену научне фантастике и претпоставки, крајем 20. века су откривене планете ван Сунчевог система, пре свега због напретка технологије и побољшања метода њиховог налажења. Већина пронађених егзопланета (95%) су гасовити џинови (планете Јупитеровог типа), што не значи да су планете Земљиног типа малобројне у односу на гасовите џинове, већ то је ограничено тренутним начинима налажења планета, па се тренутно фаворизују веће и масивније планете. Претпоставља се да више од 10 процената звезда сличних Сунцу (класе Ф, Г и К) има планете.
До 1. јуна 2016. потврђено је откриће 3.422 егзопланете, у 2.560 планетарних система (582 вишепланетарних), од којих је велика већина откривена индиректним, а не директним посматрањем. Први пут, научници су тврдили да су открили егзопланету 1991. Према њиховим наводима, то је била пулсарска планета, тј. планета која орбитира око пулсара, међутим, касније то откриће није потврђено. Прва потврђена егзопланета је откривена 1995. године, близу звезде Г-типа 51 Pegasi, која је чак слична нашем Сунцу.
Планета Gliese 581 e, четврта откривена планета око звезде Gliese 581, је најинтересантнији пример планете Земљиног типа ван Соларног система, јер има масу од свега 1,9 масе Земље, и то је егзопланета по величини најсличнија нашој планети. Планета Gliese 581 d, која припада истом звезданом систему, је егзопланета типа Супер-Земље (масе 7 пута веће од Земље) и кружи око своје матичне звезде у хабиталној зони, где вода може бити у течном стању. Открића вансоларних планета чини питање ванземаљског живота још интересантнијим. Неке свемирске мисије имају превасходно за циљ проналажење вансоларних планета (COROT и Кеплер мисија).

## Теорије настанка
Претпоставља се да планете настају после стварања звезди образујући тако систем планета-звезда.
Већина младих звезда окружена је остацима материјала од кога су настале. Ротације и звездани ветар обликују тај материјал у спљоштени диск око екватора звезде. Диск је на почетку врео, али док се звезда спушта на главни низ Х-Р дијаграма, диск се хлади. Приликом хлађења диска долази до кондензације различитих елемената. Температура диска опада са повећањем удаљености, близу звезде ће, на пример, вода испаравати, док ће на великој удаљености вода постојати у облику леда. Мале честице настале кондензацијом постепено се лепе једна за другу и постају све веће. Оне које најбрже расту постају грудве. Како се диск хлади, мање је судара међу грудвама и мања је могућност да се грудве распадну. Неке грудве су довољно велике да их можемо назвати - планетезималима или ембрионалним планетама. Од остатака диска који не постане планета настају астероиди или комете, зависно од удаљености.
Ова теорија настанка соларних система је стављена на пробу од када су егзопланете почеле бивати откриване. Проблем са овом хипотезом је то што је нађено много гасовитих џинова веома близу матичним звездама, чак ближе него Меркур Сунцу, што нарушава ову хипотезу.
Овај проблем можемо решити под претпоставком да се велике гасовите планете стварају брзо и да остављају много материје између њих и њихових звезди. Тада се због дејства привлачне силе између планете и међупланетарне материје, планета приближава сопственој звезди усисавајући међупланетарну материју. Тако гасовити џинови могу бити веома близу звезди.

## Особине и подела
Екстрасоларне планете се јављају у скоро свим величинама. Неке су толико близу Сунца да њихова атмосфера под дејством гравитације добија изглед репа комете. Да бисмо открили када ћемо потенцијално наћи егзопланету налик на Земљу, мере се најмање и највеће познате егзопланете. Дакле, егзопланете делимо на:
- Вруће јупитере
- Гасовите џинове
- Супер-земље
- Пулсарске планете

Врући јупитери су до сада најчешће проналажене егзопланете. Многе од њих су масивније од Јупитера. Ови гигантски светови бивали су нађени врло близу њиховом сунцу — толико близу да су тесно везани и не ротирају. На осветљеној страни владају велике температуре (~8.000K) и дувају ветрови од преко 1000 km/h кроз њихову водоничну атмосферу. Последица ових ветрова су огромне олује UV зрака.
Гасовити џинови  се проналазе мало даље од њихових звезда него врући Јупитери, и то отприлике у зони на којој амплитуда температуре обухвата температуре на којима је вода у течном стању. Велики месеци оваквих планета су погодни за живот.
Супер-земље су најмање егзопланете пронађене досад поред пулсарских планета. Пет пута су масивније од Земље.
Пулсарске планете су прве пронађене егзопланете. Оне ротирају око пулсара. Ове планете су пет пута мање од Земље, некада су имале атмосферу али ју је пулсар одувао.

## Методе детекције планета
Планете изван сунчевог система су сувише мале и тамне да бисмо их могли видети телескопима са Земље. Међутим, напретком астрофизике развијене су неке методе помоћу којих можемо детектовати планете ван Сунчевог система.
Те методе су :
- метода радијалне брзине
- метода транзита
- систем гравитационих сочива
- метода директног снимања
- пулсарско откривање

### Метода радијалне брзине
Ово је метода којом је откривен највећи број егзопланета, али један од проблема је да она „фаворизује“ веће планете зато што се ова метода заснива на масивности планете. Метода се заснива на чињеници да ако масивна планета ротира око звезде, звезда и планета се окрећу око заједничког центра масе, тј. звезда ротира око тог центра масе па се мало приближава, а мало удаљава од нас, па се мерени спектар због Доплеровог ефекта (плави и црвени помак) те звезде периодично мења. Помоћу промене спектра можемо израчунати радијалну брзину звезде. Можемо израчунати њену минималну масу (пошто не знамо колико је планета нагнута у односу на раван путање око звезде) и полупречник путање. Око 95% егзопланета су откривене или потврђене овом методом.

### Метода транзита
Ова метода се заснива на промени сјаја звезде када планета пролази између посматрача и звезде. Пад сјаја зависи само од односа полупречника планете и звезде. Ова метода је ретко коришћена због немогућности очитавања веома малих промена сјаја и због тога што само велике планете могу довољно замрачити звезду. Добра страна ове методе је то што се помоћу ње може израчунати пречник, средња густина, као и састав атмосфере због промене спектра звезде у току транзита (зато што светлост звезде се прелама кроз атмосферу планете и пролази кроз елементе и једињења која се у њој налазе мењајући спектар).

### Систем гравитационих сочива
Тело довољно велике масе, нпр. звезда може функционисати као тзв. гравитационо сочиво када се нађе између посматрача и неке друге звезде. Услед гравитације звезде, а у складу са Општом теоријом релативности, долази до кривљења, тј. скретања светлосног зрака са праве путање. Из угла посматрача долази до краткотрајног повећања сјаја. Ако око звезде-сочива постоји и довољно масивна планета, у једном тренутку ће доћи до додатног раста сјаја, што ће се видети као врло узан пик на кривој сјаја (где планета функционише као тзв. микросочиво).

### Директно снимање
Ово је једина метода која омогућава директно детектовање електромагнетног зрачења које долази од планете изван Сунчевог система. У видљивом делу спектра звезда је много сјајнија од планете, тако да је електромагнетно зрачење које долази са планете преплављено зрачењем звезде. У инфрацрвеном делу спектра тај однос интензитета зрачења је значајно мањи, тако да је могуће издвојити зрачење планете.

### Пулсарско откривање
Ова метода откривања се користи када тражимо планете око пулсара. Уколико се примете мале осцилације у периоду пулсара (периоду избацивања зрачења), могуће је да око пулсара ротира планета која заклања одређени део снопа зрачења (па долази до промене периода). Прва егзопланета је откривена овом методом.

## Подаци о егзопланетама(последња ревизија: мај 2009.)
| Број потврђених откривених врућих Јупитера    | 36                          |
| Број потврђених откривених гасовитих џинова   | 167                         |
| Број потврђених откривених Супер-Земљи        | 12                          |
| Број потврђених откривених пулсарских планета | 5                           |
| Најближа егзопланета у односу на Земљу        | 10,4 с. г.                  |
| Најмасивнија планета откривена до сад         | 11,8 ± 0,6 Јупитерових маса |
| најмање масивна планета откривена до сад      | 2% Земљине масе             |
| Најудаљенија планета у односу на Земљу        | 21.500 ± 3.300 с. г.        |